# Helios-program
A Helios-program keretében indították az első európai (német) űrszondákat. Ez a két szonda volt az első, kizárólag a Nap kutatására szánt űreszköz. A Merkúr pályáján belül megközelítették a Napot.

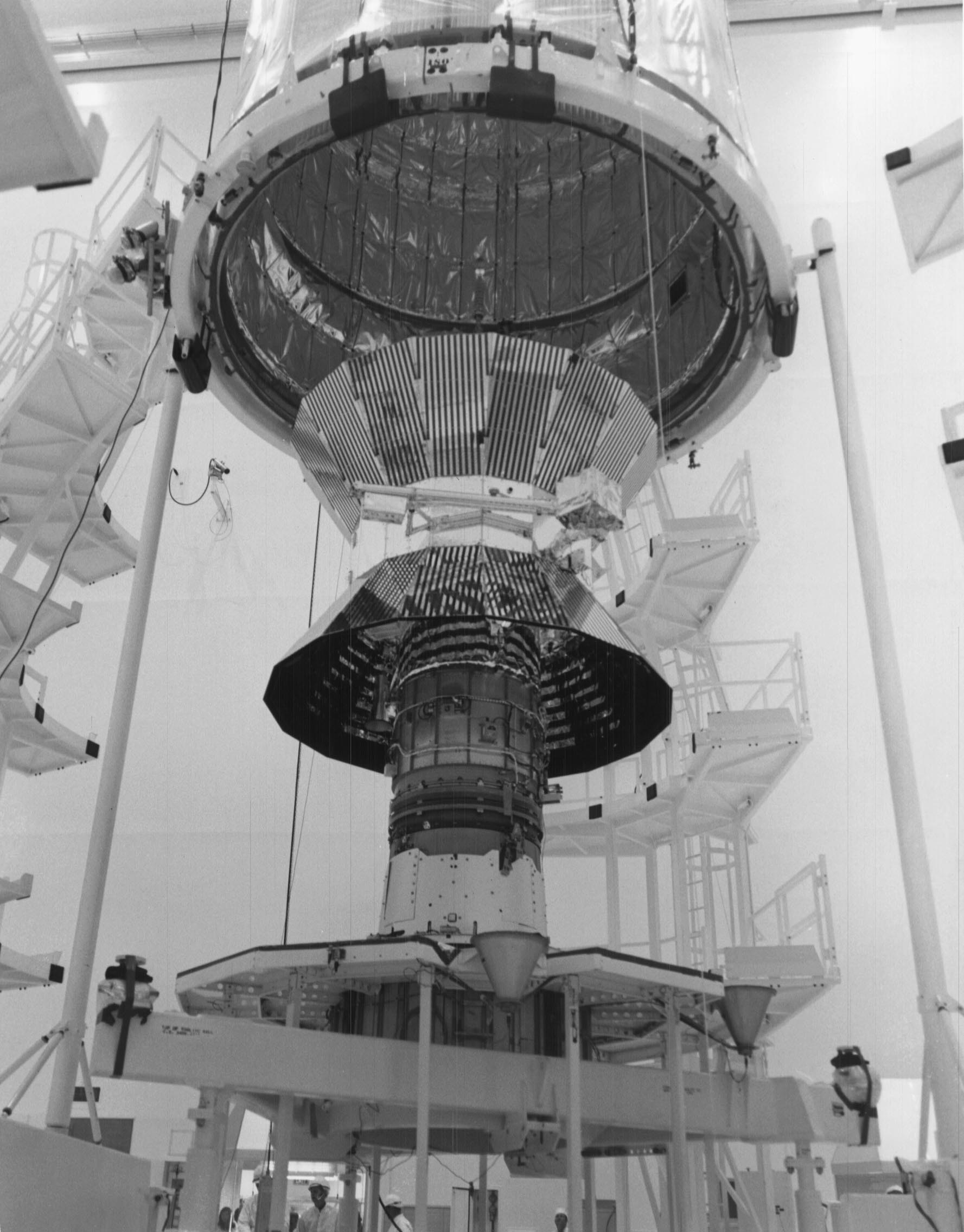
Az egyik Helios űrszondát felkészítik az indításra

## A Helios-program űrszondái
(zárójelben az indítás dátuma)
- Helios–1 (1974. december 10.)
- Helios–2 (1976. január 16.)

## Külső hivatkozások
- Helios honlap (MPI Lindau)